# Juniper (Name)
Juniper ist ein sowohl weiblicher als auch männlicher Vorname und auch als Nachname gebräuchlich.
Er leitet sich vom lateinischen Juniperus ab, was so viel bedeutet wie Wacholder. Weitere Variationen sind Junípero (portugiesisch) oder Guinevere (französisch). Der walisische Name Jennifer, abgeleitet aus Gwenhwyfar ist vermutlich gleichen Ursprungs, wird aber auch etymologisch als Zusammensetzung aus gwen = weiß, schön und hwyfar = glatt, weich gedeutet.

## Namensträger
- Junípero Serra (1713–1784), Franziskaner (OFM) und Missionar, gilt als Gründer der Stadt San Francisco (siehe auch Brother Juniper im Roman Die Brücke von San Luis Rey)
- Tony Juniper (* 1960), englischer Umweltaktivist
- Juniper Sage, Pseudonym der US-amerikanischen Autorin Margaret Wise Brown (1910–1952)

In den USA ist Juniper auch ein beliebter Straßen-, Orts- und Unternehmensname, so existieren zum Beispiel:
- Juniper Hills, ein Ort im Los Angeles County in Kalifornien
- Juniper Island in Minnesota, New York, Vermont und Ontario
- Juniper Avenue in Silver City (New Mexico)
- Juniper Road in Tracy (Kalifornien)
- Juniper Street in mehreren Orten der USA
- Juniper Hill, eine 2014 Meter hohe Erhebung in New Mexico
- Juniper Networks, ein weltweiter Netzwerkausrüster
- Mehrere Schiffe sowie Leuchttürme

Außerdem existiert eine Zeichentrickserie namens Juniper Lee. Auch eine irische Band (Bell X1) trug diesen Namen. Der schottische Musiker Donovan war 1968 mit Jennifer Juniper erfolgreich.  